# Agrotis songoensis
Agrotis songoensis är en fjärilsart som beskrevs av Köhler 1968. Agrotis songoensis ingår i släktet Agrotis och familjen nattflyn. Inga underarter finns listade i Catalogue of Life.